# Colonia Ampliacion 10 de Abril
Colonia Ampliacion 10 de Abril är en ort i Mexiko.   Den ligger i kommunen Cuautla och delstaten Morelos, i den sydöstra delen av landet, 70 km söder om huvudstaden Mexico City. Colonia Ampliacion 10 de Abril ligger 1 295 meter över havet och antalet invånare är 349.
Terrängen runt Colonia Ampliacion 10 de Abril är kuperad söderut, men norrut är den platt. Runt Colonia Ampliacion 10 de Abril är det ganska tätbefolkat, med 222 invånare per kvadratkilometer. Närmaste större samhälle är Cuautla Morelos, 3,7 km öster om Colonia Ampliacion 10 de Abril. Omgivningarna runt Colonia Ampliacion 10 de Abril är en mosaik av jordbruksmark och naturlig växtlighet.